# Sverigevän
Sverigevän syftar ursprungligen på en person av utländsk härkomst som beundrar eller fascineras av Sverige, svenskar och svensk kultur eller som månar om goda förbindelser mellan Sverige och sitt hemland. Det är en grupp där svenskamerikaner brukar vara välrepresenterade.

## Ny betydelse under 2010-talet
Under 2010-talet kom begreppet att användas som beskrivande självbild av högernationalistiska krafter i Sverige. Detta trots att de själva dels själva betraktade sig som svenskar, dels inte delade de ursprungliga sverigevännernas beundran för Sverige utan i stället utmålar Sverige som ett land i förfall på grund av skenande invandring och kriminalitet. Deras politiska motståndare har därefter tagit upp ordet Sverigevän både som en pejorativ beteckning på högernationalister men också om sig själva eftersom de anser sig ha en mer välvillig inställning till Sverige än högernationalisterna.

## Exempel på Sverigevänner
- Franklin S. Forsberg
- Kofi Annan[5]
- Marie Leszczyńska
- Nelson Mandela[6]
- George Russell[7]
- William Widgery Thomas[8]